# Вяз японский
Вяз японский (лат. Ulmus japonica, Ulmus davidiana var. japonica) или ильм долинный — вид деревьев рода Вяз (Ulmus) семейства Ильмовые (Ulmaceae).
К настоящему времени считается разновидностью Ulmus davidiana.

## Ботаническое описание
Дерево высотой до 34 метров и 1 м в диаметре ствола. В более северных районах высота деревьев 15—20 м, диаметр стволов — 60—70 см, кора — темно-серая. На горных склонах, скалах и каменистых россыпях имеет низкорослую, 3—4 м высоты или кустообразную форму, с ветвями, местами покрытыми продольно-ребристыми пробковыми наростами.
Листья варьируют, наиболее характерные — обратнояйцевидные, неравнобокие у клиновидного основания, неравно- пильчатые по краю, 3—12 см длины и 1,5—5 см ширины, гладкие или шершавые, снизу голые или опушенные только по жилкам или же .
Крылатка плода—1,6 см длины и 0,4— 0,8 см ширины, ее выемка доходит до орешка. Всхожесть семян сохраняется 3—6 месяцев.

## Распространение и экология
Произрастает на континентальной Азии и в Японии. В России растёт в Приморском и Хабаровском краях, Амурской области (от бассейна Зеи до устья Амура), на Сахалине (юг и средняя часть) и Курилах (о. Кунашир). Наиболее распространённый на Дальнем Востоке вид, представлен несколькими разновидностями и формами, еще детально не изученными. Наибольших размеров деревья достигают в Приморье при произрастании на песчано-галечниковых и илисто-песчаных отложениях речных долин.
Смолоду растёт быстро, затем медленнее. Доживает до 300—350 лет. В горы поднимается до 250—350, иногда — до 600 м над ур. м. Разводится семенами, которые всходят через 5—7 дней после посева и быстро теряют всхожесть.
Вяз японский в природе редко заражается голландской болезнью вяза. В древесине и под корой этого вида могут развиваться личинки реликтового дровосека.

## Значение и применение
Древесина кольцепоровая, твёрдая, крепкая, упругая, вязкая, с узкой желтовато-белой заболонью и красновато-бурым ядром. Сердцевинные лучи узкие, блестящие, хорошо заметные на радиальном разрезе. Текстура красива как на радиальном, так и на тангенциальном разрезе. В пропаренном состоянии древесина гнется лучше дубовой, причем в отличие от последней — ильмовую древесину следует гнуть заболонью внутрь.
Используется в судостроении, в мебельном производстве, для изготовления лыж, паркета, фанеры. Высокая стойкость в воде и сырой почве делает ее пригодной для водосливных лотков, труб, нижних венцов срубов, мостовых ряжей, свай и других сооружений. Средний выход деловой древесины из здоровых стволов достигает 60 и более процентов, что обеспечивается малой подверженностью этой породы грибным заболеваниям (не более 10—12% числа растущих деревьев). При этом гнили размещаются, как правило, в верхних или средних частях стволов, не повреждая ценную нижнюю часть ствола. Основные гнили растущих ильмов вызываются щетинистоволосистым и пенообразным трутовиками. Главными пороками древесины ильма являются крупные внутренние трещины — метики и отлупы, закрытые и открытые прирости, закомелистость, ройки, кривизна. По А. А. Цымеку один гектар ильмо-ясеневых насаждений даёт в среднем около 25 м³ фанерного сырья.
Кора содержит танниды. Молодая кора стволиков и ветвей пригодна для плетения, а её волокнистый и прочный луб — на верёвки, циновки, рогожи, мешки. Семена богаты жиром, пригодным для технического (а, возможно, и пищевого) использования. Спрессованные в брикеты, они могут скармливаться домашним животным и птице.
Легко переносит стрижку, поэтому пригоден для озеленения, живых изгородей, придорожных и ветроломных полос, садово-парковых и аллейных посадок. Большие деревья тенисты, отлично улавливают пыль. Медонос. Во время цветения пчелы интенсивно посещают, собирая нектар и пыльцу. Культивируется в Алма-Ате, Санкт-Петербурге, Екатеринбурге и других городах. В российской части своего естественного ареала, в озеленении Владивостока, Уссурийска и других дальневосточных городов используется в многократно меньших количествах, чем ильм низкий (карагач), но чаще других аборигенных видов: ильма лопастного и вяза крупноплодного.
Сорта:
- Accolade elm (Ulmus davidiana var japonica ‘Morton’) — американский сорт с привлекательной вазообразной кроной, плотной тёмно-зелёной листвой; обладает высокой устойчивостью к ильмовому листоеду, голландской болезни вяза и жёлтой болезни вяза[11];
- Ulmus davidiana var Japonica 'Prospector' — американский сорт.

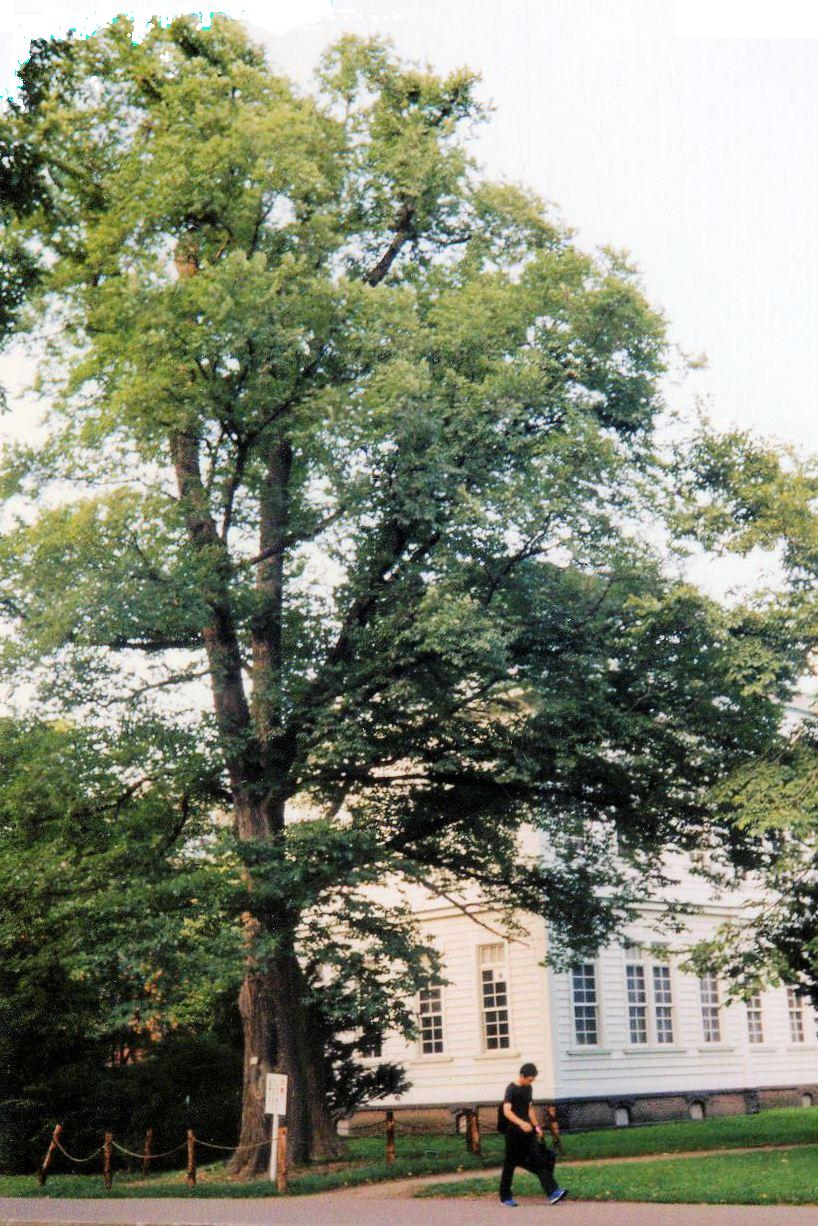
Вяз японский в Саппоро
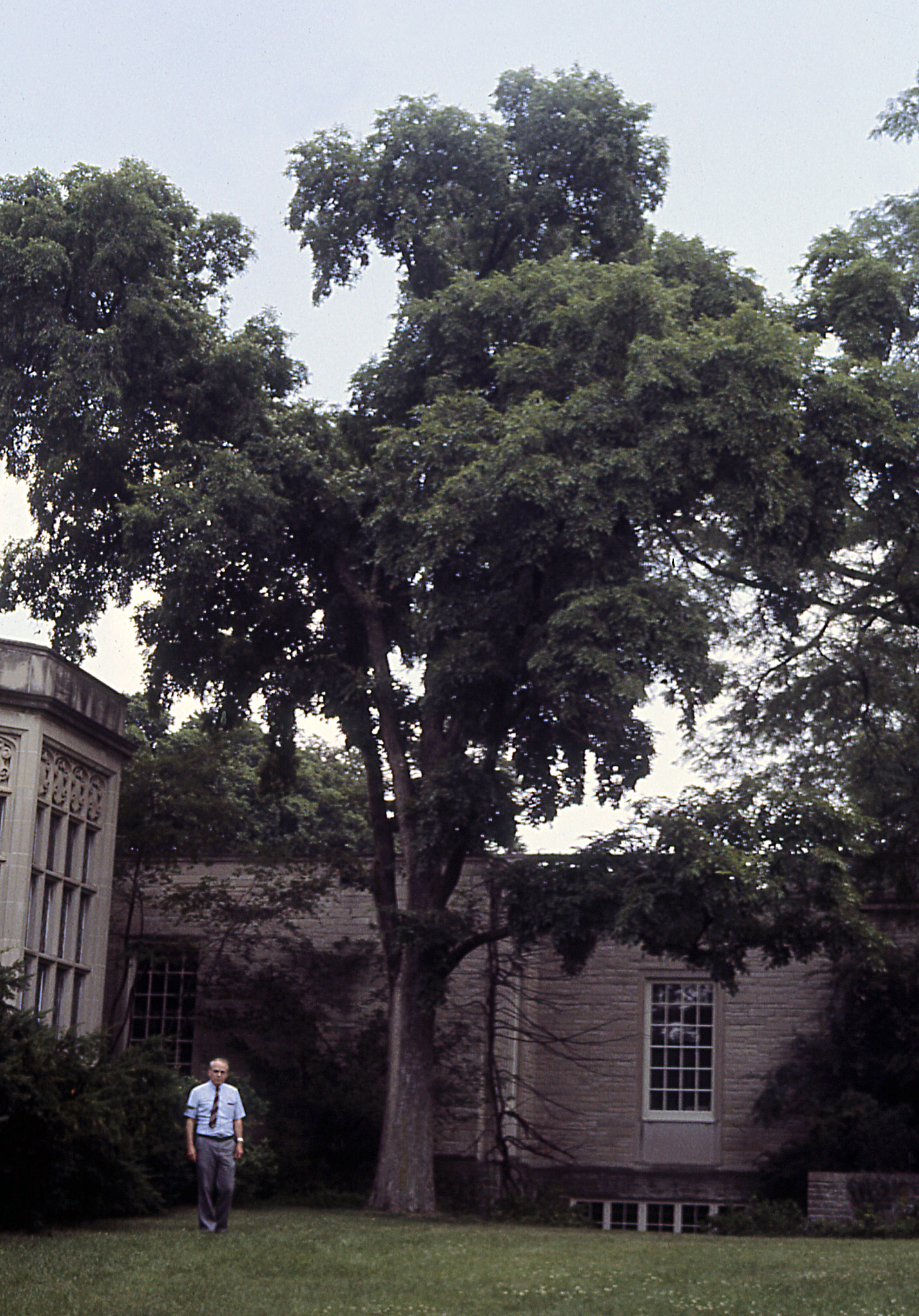
Сорт Accolade elm